# Клајд Дрекслер
Клајд Остин Дрекслер (енгл. Clyde Austin Drexler; Њу Орлеанс, Луизијана, 22. јун 1962) бивши је професионални амерички кошаркаш и кошаркашки тренер. Играо је на позицијама бека и крила.
На НБА драфту 1983. одабрали су га Портланд трејлблејзерси као 14. пика. Са Хјустон рокетсима освојио је шампионски прстен 1995. године. Био члан славне америчке репрезентације која је на Олимпијади 1992. године освојила златну медаљу, а добила је надимак „Дрим-тим”. Године 2004. уврштен је у Кошаркашку кућу славних као самостални играч, а 2010. као члан „Дрим тима”. Сматра се једним од најбољих кошаркаша и најбољих бекова свих времена.

## Успеси

### Клупски
- Хјустон рокетси:
  - НБА (1): 1994/95.

### Репрезентативни
- Олимпијске игре:  1992.
- Америчко првенство:  1992.

### Појединачни
- НБА Ол-стар меч (10): 1986, 1988, 1989, 1990, 1991, 1992, 1993, 1994, 1996, 1997.
- Идеални тим НБА — прва постава (1): 1991/92.
- Идеални тим НБА — друга постава (2): 1987/88, 1990/91.
- Идеални тим НБА — трећа постава (2): 1989/90, 1994/95.